# Forcipata ips
Forcipata ips är en insektsart som beskrevs av Hamilton 1998. Forcipata ips ingår i släktet Forcipata och familjen dvärgstritar. Inga underarter finns listade i Catalogue of Life.